# 7626 Iafe
7626 Iafe è un asteroide della fascia principale. Scoperto nel 1976, presenta un'orbita caratterizzata da un semiasse maggiore pari a 3,1683252 UA e da un'eccentricità di 0,0938039, inclinata di 9,91094° rispetto all'eclittica.
L'asteroide è dedicato all'ente argentino IAFE (Instituto de Astronomía y Física del Espacio).